# Lecoq Seoul Open 2015
El torneo Lecoq Seoul Open 2015 es un torneo profesional de tenis. Pertenece al ATP Challenger Series 2015. Se disputará su 1ª edición sobre superficie dura, en Seoul, Corea del sur entre el 11 al el 17 de mayo de 2015.

## Jugadores participantes del cuadro de individuales
| Favorito | País                     | Jugador               | Rank1 | Posición en el torneo |
| -------- | ------------------------ | --------------------- | ----- | --------------------- |
| 1        | Bandera de China Taipéi  | Lu Yen-hsun           | 64    | Semifinales           |
| 2        | Bandera de Japón         | Go Soeda              | 85    | CAMPEÓN               |
| 3        | Bandera de Corea del Sur | Chung Hyeon           | 88    | FINAL                 |
| 4        | Bandera de Japón         | Tatsuma Ito           | 98    | Primera ronda         |
| 5        | Bandera de Eslovaquia    | Lukáš Lacko           | 100   | Baja                  |
| 6        | Bandera de Ucrania       | Illya Marchenko       | 129   | Primera ronda         |
| 7        | Bandera de Rusia         | Alexander Kudryavtsev | 130   | Segunda ronda         |
| 8        | Bandera de China Taipéi  | Jimmy Wang            | 137   | Segunda ronda         |

- 1 Se ha tomado en cuenta el ranking del 4 de mayo de 2015.

### Otros participantes
Los siguientes jugadores recibieron una invitación (wild card), por lo tanto ingresan directamente al cuadro principal (WC):
- Lee Duck-hee
- Nam Ji-sung
- Kwon Soon-woo

Los siguientes jugadores ingresan al cuadro principal tras disputar el cuadro clasificatorio (Q):
- Matthew Barton
- Marcos Giron
- Dimitar Kutrovsky
- Fritz Wolmarans

## Campeones

### Individual Masculino
- Go Soeda derrotó en la final a  Chung Hyeon, 3–6, 6–3, 6–3

### Dobles Masculino
- Gong Maoxin /  Peng Hsien-yin derrotaron en la final a  Lee Hyung-taik /  Danai Udomchoke, 6–4, 7–5